# Teatrul Rustaveli
Teatrul Național Rustaveli  (în georgiană შოთა რუსთაველის სახელობის აკადემიური თეატრი Shota Rustavelis Sakhelobis Akademiuri Teatri) este cel mai mare și unul dintre cele mai vechi teatre din Georgia, situat în capitala Tbilisi pe Bulevardul Rustaveli. Găzduit într-un edificiu ornat în stil rococo, teatrul a fost fondat în 1887, iar din 1921 a purtat numele poetului național al Georgiei, Șota Rustaveli.

## Istorie și arhitectură
Clădirea a fost înființată în 1887 ca „Societatea Artiștilor“. La solicitarea acesteia, mai mulți artiști celebri au fost chemați să picteze fresce pe pereți și pe tavanele din subsol. Printre acești artiști au fost pictori georgieni proeminenți precum Lado Gudiașvili și David Kakabadze, precum și scenograful de teatru Serge Sudeikin, care este cunoscut pentru munca sa pentru Baletul Rusesc și pentru Opera Metropolitană. Mai târziu, alți doi pictori georgieni importanți, Mose și Iracly Toidze, s-au alăturat acestui proiect. Capodoperele care împodobeau nivelul inferior al Teatrului Rustaveli au fost văruite în perioada sovietică și doar o mică parte a frescelor a fost restaurată.
În 1921, clădirea a fost redenumită Teatrul Rustaveli. Construcția teatrului a fost finanțată de Alexander Mantașev și a fost proiectată de Cornell K. Tatișcev și de Aleksander Szymkiewicz, arhitectul orașului Tbilisi.
Din 2002 până în 2005, teatrul a trecut printr-o renovare completă, care a fost finanțată în mare parte de omul de afaceri georgian Bidzina Ivanișvili.

## Facilități
Teatrul include trei scene: scena principală (aproximativ 800 de locuri), scena mică (283 de locuri) și un studio (182 de locuri) pentru spectacole experimentale. Teatrul este, de asemenea, disponibil pentru conferințe și evenimente și găzduiește o sală mare de bal, o sală mică de bal și un foaier mic.

## Galerie foto

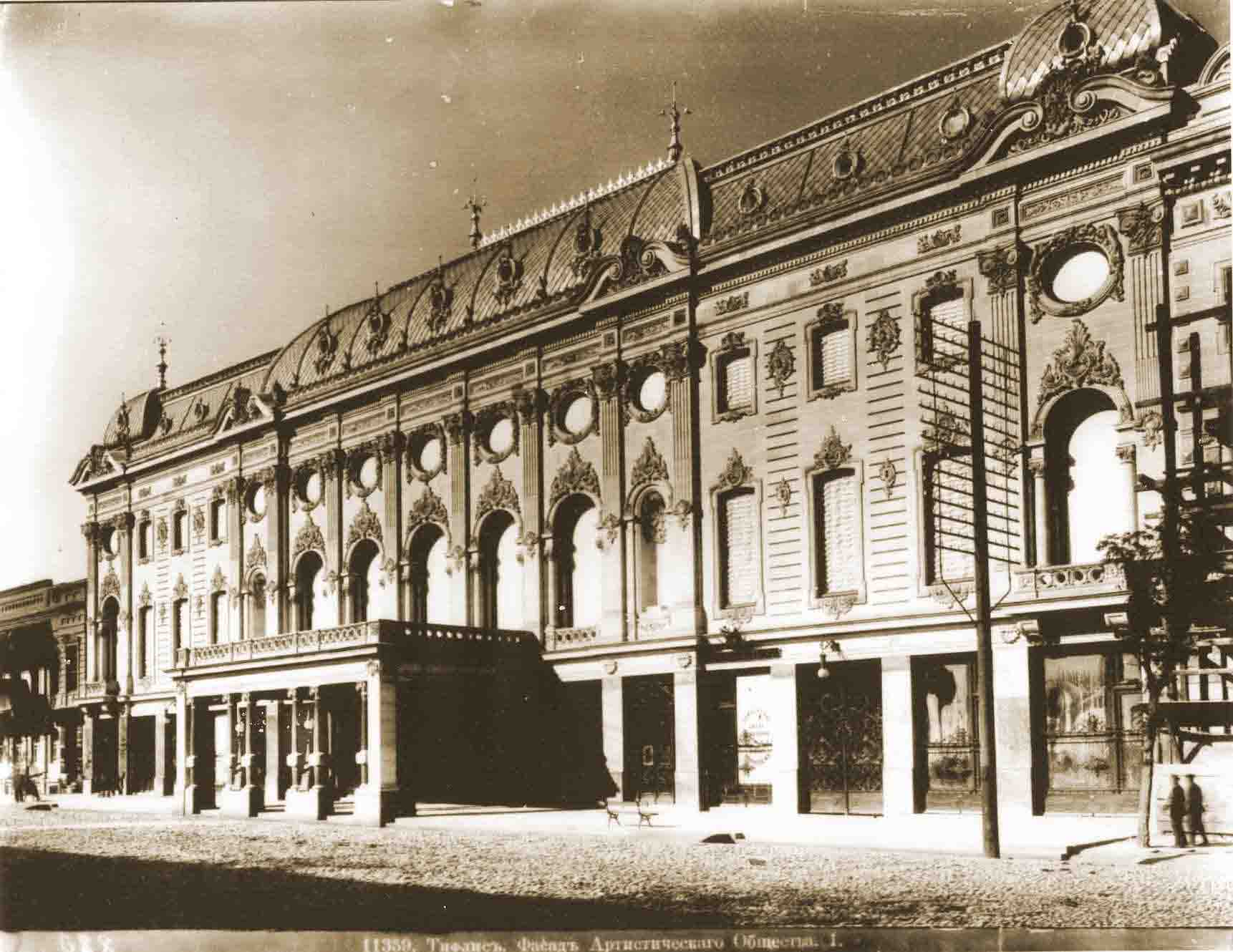
O fotografie timpurie a Teatrului Rustaveli.
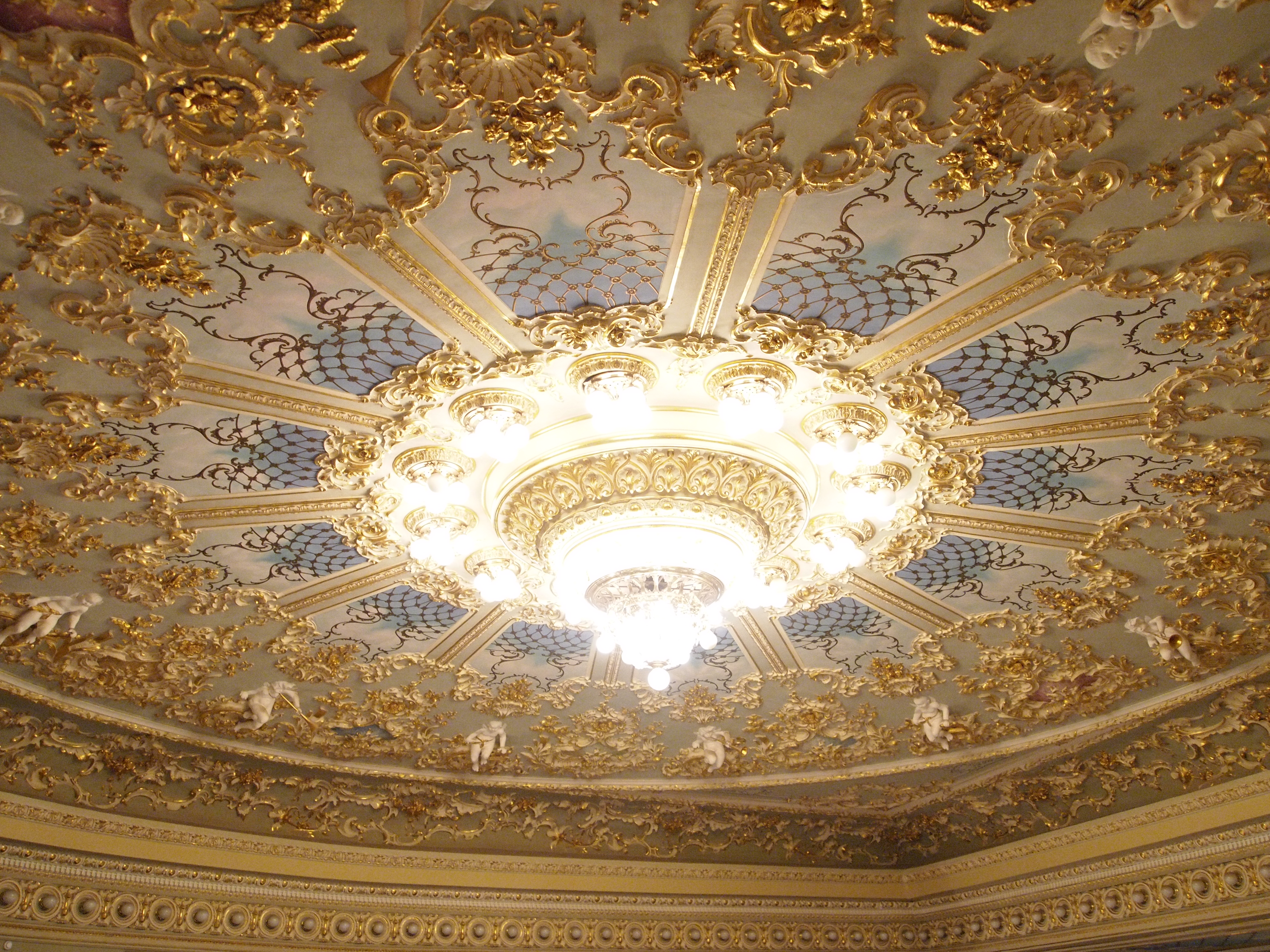
Tavan în stil Rococo
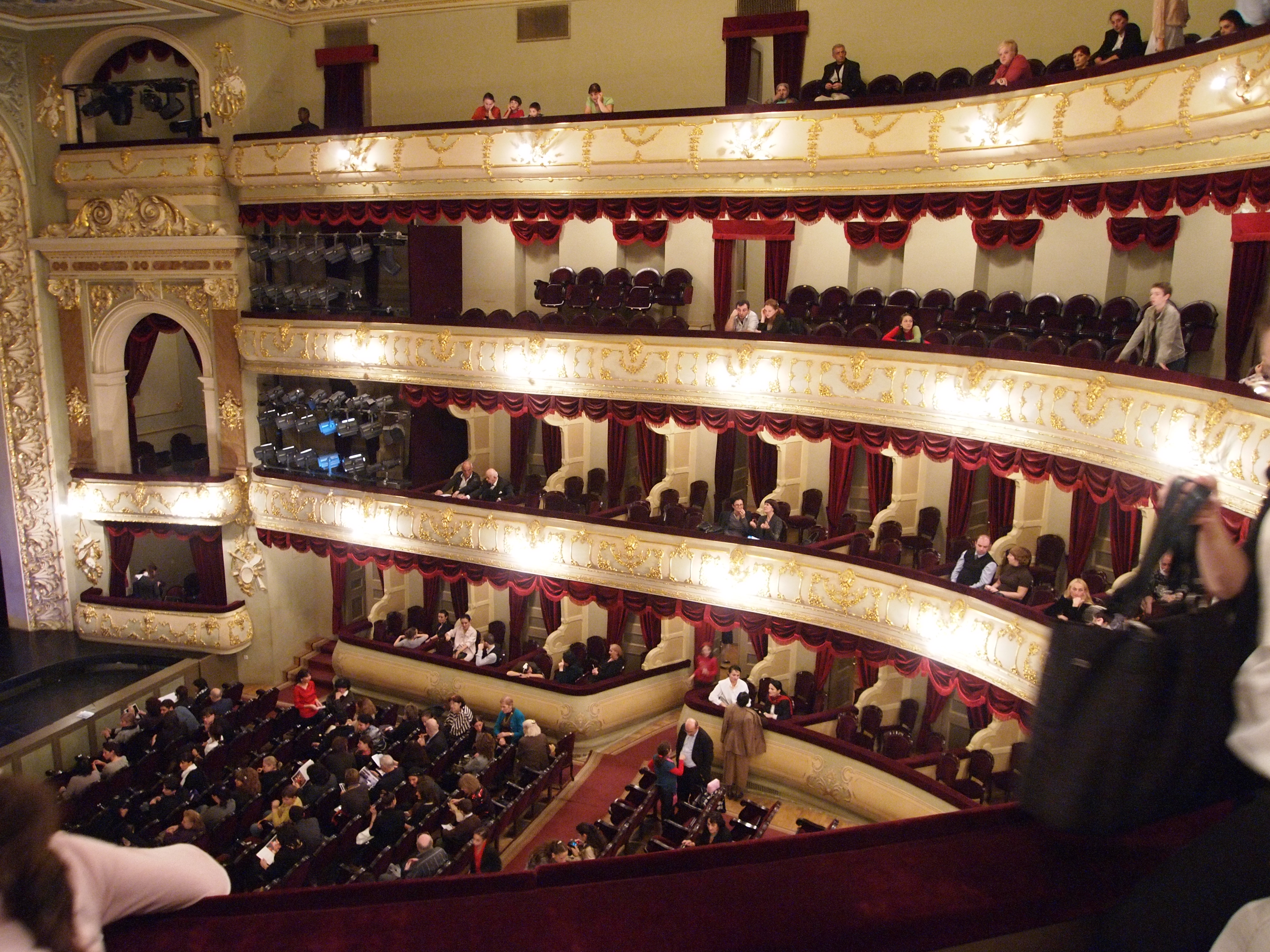
Sala mare
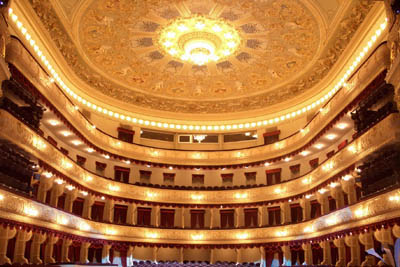
Locuri și tavanul dcorat.